# Mo Udall
Morris King Udall, detto Mo (St. Johns, 15 giugno 1922 – Washington, 12 dicembre 1998), è stato un politico e cestista statunitense, membro della Camera dei Rappresentanti per lo stato dell'Arizona dal 1961 al 1991.

## Biografia
Figlio di un magistrato, Udall perse l'occhio destro all'età di sei anni giocando con un amico e per tutta la vita dovette portare un occhio di vetro. Questo suo handicap lo ostacolò in età adulta quando cercò di arruolarsi nell'esercito e venne respinto, ma in seguito gli standard medici cambiarono e Udall venne ammesso a prestare servizio durante la seconda guerra mondiale.
Nel 1961 il fratello di Mo, Stewart, che era deputato alla Camera dei Rappresentanti, venne scelto dal Presidente Kennedy per ricoprire l'incarico di Segretario degli Interni. Stewart dovette quindi lasciare il posto alla Camera e vennero indette delle elezioni per trovare un successore; Mo si candidò per il seggio del fratello e vinse le elezioni. Dopo quella volta, Udall fu riconfermato dagli elettori per altri quattordici mandati, fin quando nel 1991 rassegnò le dimissioni per l'aggravarsi della malattia di Parkinson, che lo aveva colpito dodici anni prima.
Durante la permanenza trentennale al Congresso Udall si fece conoscere per le sue posizioni liberali e nel 1976 si candidò alle presidenziali proponendosi come alternativa al moderato Jimmy Carter. La competizione delle primarie democratiche fu molto serrata e alla fine Carter prevalse su Udall di un solo punto percentuale. Carter vinse poi anche le elezioni generali sconfiggendo Gerald Ford. In occasione delle presidenziali del 1980, Udall sostenne pubblicamente la candidatura di Ted Kennedy contro Carter, ma quest'ultimo riuscì a prevalere nelle primarie, venendo tuttavia sconfitto nelle elezioni generali da Ronald Reagan.
Nel 1996, cinque anni dopo aver abbandonato la Camera, Udall venne insignito della medaglia presidenziale della libertà, la massima onorificenza statunitense. Udall morì nel dicembre del 1998; poco più di un mese prima, suo figlio Mark aveva vinto le elezioni come deputato per lo Stato del Colorado e contemporaneamente anche il figlio di Stewart, Tom, era stato eletto deputato per lo Stato del Nuovo Messico. Dieci anni dopo, sia Mark che Tom vennero eletti senatori dei rispettivi stati.